# Liste der Bischöfe von Périgueux
Die folgenden Personen waren Bischöfe von Périgueux (Frankreich):
- Heiliger Fronto
- Agnan
- Chronope I.
- um 356: Paterne
- um 380: Gavide
- um 410: Pégase
- um 506 bis um 533: Chronope II.
- um 540: Sabaude
- um 582: Charterius
- um 590: Saffaire
- um 629: Austier
- um 767 bis um 778: Bertrand
- um 805 bis um 811: Raimond I.
- um 844: Ainard
- um 900: Sébaude
- 977–991: Frotaire
- 992–1000: Martin (Haus Périgord)
- 1000–1009: Rodolphe de Coué
- 1010–1036 oder 1037: Arnaud de Vitabre
- um 1037–1059: Géraud de Gourdon
- 1060–1081: Guillaume I. de Montberon
- 1081–1099: Renaud de Tivier
- 1100–1101: Raimond II. (Haus Périgord)
- 1102–1129: Guillaume II. d’Auberoche
- 1130–1138: Guillaume III. de Nanclars
- 1138–1142: Geoffroi I. de Cauze
- 1142–1147: Pierre I.
- 1148–1158: Raimond III. de Mareuil
- 1160–1169: Jean I. d’Assida
- 1169–1182: Pierre II. Minet
- 1185–1197: Adhémar I. de La Torre
- 1197–1210: Raimond IV. de Châteauneuf
- 1210–1220: Raoul I. de Lastours de Laron
- 1220–1233: Kardinal Raimond V. de Pons
- 1234–1266: Pierre III. de Saint-Astier
- 1267 bis um 1280: Elie I. Pilet
- um 1282 bis um 1295: Raimond VI. d’Auberoche
- 1297 bis um 1312: Audouin
- 1314–1331: Raimond VII.
- 1332–1333: Giraud
- 1333–1335: Pierre IV.
- 1336–1340: Raimond VIII.
- 1340 bis um 1346: Guillaume IV. Audibert
- 1347–1348: Adhémar II.
- 1349 bis um 1382: Pierre V. Pin
- 1384–1385: Elie II. Servient
- 1387 bis um 1400: Pierre VI. de Durfort
- um 1402: Guillaume V. Lefèvre
- um 1405: Gabriel I.
- 1407–1408: Raimond IX. de Castelnau
- 1408 bis um 1430: Jean II.
- 1431 bis um 1436: Berenger
- 1437–1438: Elie III.
- 1438–1439: Pierre VII. de Durfort
- 1440–1441: Raimond X.
- 1441 bis um 1446: Geoffroi II. Bérenger d’Arpajon
- 1447–1463: Elie IV. de Bourdeille
- 1463–1470: Raoul II. du Fou (danach Bischof von Angoulême)
- 1470–1485: Geoffroi III. de Pompadour (vorher Bischof von Angoulême)
- 1486–1500: Gabriel II. du Mas
- 1500–1504: Geoffroi III. de Pompadour
- 1504 bis um 1510: Jean III. Auriens
- 1510–1522: Gui I. de Castelnau
- 1522–1524: Jacques de Castelnau
- 1524–1532: Jean IV. de Plas (dann Bischof von Bazas)
- 1532–1540: Foucaud de Bonneval
- 1540–1541: Claude Kardinal de Longwy de Chivry, Administrator (Haus Chaussin)
- 1541–1548 Agostino Kardinal Trivulzio, Administrator
- 1548–1550: Jean V. de Lustrac
- 1551–1552: Geoffroi IV. de Pompadour
- 1554–1560: Gui II. Bouchard d’Aubeterre
- 1561–1575: Pierre VIII. Fournier
- 1578–1600: François I. de Bourdeille
- 1600–1612: Jean VI. Martin
- 1614–1646: François II. de La Béraudière
- 1646: Jean VII. d’Estrades (dann Bischof von Condom)
- 1646–1652: Philibert de Brandon
- 1654–1665: Cyr de Villers-la-Faye
- 1666–1693: Guillaume VI. Le Roux
- 1693–1702: Daniel de Francheville
- 1702–1719: Pierre IX. Clément
- 1721–1731: Michel-Pierre d’Argouges
- 1731–1771: Jean VIII. Chrétien de Macheco de Prémeaux
- 1771–1773: Gabriel III. Louis de Rougé (Haus Rougé)
- 1773–1790: Emmanuel-Louis de Grossoles de Flamarens
- 1791–1793: Pontaud
- 1817–1836: Alexandre-Charles-Louis-Rose de Lostanges-Saint-Alvère
- 1835–1840: Thomas-Marie-Joseph Gousset (dann Erzbischof von Reims und Kardinal)
- 1840–1860: Jean-Baptiste-Amédée Georges-Massonnais
- 1861–1863: Charles-Théodore Baudry
- 1863–1901: Nicolas-Joseph Dabert
- 1901–1906: François-Marie-Joseph Delamaire (dann Koadjutorerzbischof und Erzbischof von Cambrai)
- 1906–1915: Henri-Louis-Prosper Bougoin
- 1915–1920: Maurice-Louis-Marie Rivière (dann Erzbischof von Aix)
- 1920–1931: Christophe-Louis Légasse
- 1932–1965: Georges-Auguste Louis (dann Titularerzbischof von Mimiana)
- 1965–1988: Jacques-Julien-Émile Patria
- 1988–2004: Gaston Élie Poulain PSS
- 2004–2014: Michel Pierre Marie Mouïsse
- seit 2014: Philippe Mousset